# ファイト!! with MAYU☆夏SELECTION
『ファイト!! with MAYU☆夏SELECTION』（ファイト ウィズ まゆなつセレクション）は、飯塚雅弓の13枚目のオリジナルアルバム。2009年7月15日に徳間ジャパンコミュニケーションズから発売された。

## 背景
前作『Stories』を作り終えた時、12年の音楽活動の道のりが頭の中に現れ、「山あり、谷ありだったけど、これからも頑張ろう」と想いを新たにライブツアーに入ったという。ステージに立つと観客が励ましてくれたり、自身の背中を押してくれるのをリアルに感じ、「うれしくてみんなが元気をくれたから今度は私がみんなを元気付けてあげられる曲を作ろう」と思った。「エール」や「ファイト」というテーマにしたアルバムにしたいと想っていて、タイトルは「エール!!」よりももっと強い意味で、「ファイト!!」になった。「直球でベタ過ぎない？」とスタッフから言わたが「私が今、伝えたい想いはこれだから」と押し切ったという。
感謝の気持ちを込めて何かしたいと考えたら、夏をキーワードにした曲が多いことに気付き、夏に聴きたいセレクションCDを付けたらおもしろいのではという考えに至った。しかし、約140曲以上から15曲に絞る作業が大変だったという。
星舞名義で「ファイト!!」「ただいま。おかえり。」の作曲を手がけたが、自分の書いた詞は曲が付けにくいと改めて実感したという。
『MAYU☆夏SELECTION』の15曲目「remember」のボーナストラックには、2001年12月1日に発売された飯塚のアーティストブック『artist book Mayumi Iizuka soave』の付属CDの楽曲「海辺で綴ったラブレター」が収録されている。

## プロモーション・リリース
2009年7月15日に徳間ジャパンコミュニケーションズから発売された。
販売形態は、通常盤(TKCA-73439)のみで、アットランダムに当選券が封入。当選者は誕生日にオリジナルメッセージ入りCDとバースデーカードがプレゼントされる。
本アルバムを引っ提げて、ツアーライブ『Strawberry Summer Fight!! 2009』が8月2日から15日まで開催された。

## 批評
CDジャーナルは、「オリジナル／ベストの両面を通し、“前向きな元気パワー”を与えてくれる」と評した。

## 収録内容
| #         | タイトル                 | 作詞           | 作曲           | 編曲           | 時間  |
| --------- | ------------------------ | -------------- | -------------- | -------------- | ----- |
| 1.        | 「プリズム」             | 浅田信一       | 浅田信一       | 加藤みちあき   | 4:47  |
| 2.        | 「Yeah! Yeah! Yeah!」    | イズミカワソラ | イズミカワソラ | 川田瑠夏       | 3:50  |
| 3.        | 「befriend♡」            | イズミカワソラ | 川田瑠夏       | 宮崎誠         | 3:44  |
| 4.        | 「君は君のままで」       | イズミカワソラ | イズミカワソラ | 加藤みちあき   | 5:00  |
| 5.        | 「オモイデゾラ」         | 飯塚雅弓       | 浅田信一       | 加藤みちあき   | 5:38  |
| 6.        | 「ファイト!!」           | 飯塚雅弓       | 星舞           | 鈴木CHiBUN智文 | 4:06  |
| 7.        | 「虹と素足のストーリー」 | 浅田信一       | 浅田信一       | 鈴木CHiBUN智文 | 4:11  |
| 8.        | 「ただいま。おかえり。」 | 飯塚雅弓       | 星舞           | 長谷川智樹     | 4:09  |
| 9.        | 「Smile!」               | 飯塚雅弓       | 長谷川智樹     | 長谷川智樹     | 4:40  |
| 10.       | 「僕のパートナー」       | 飯塚雅弓       | イズミカワソラ | 宮崎誠         | 4:17  |
| 合計時間: | 合計時間:                | 合計時間:      | 合計時間:      | 合計時間:      | 44:22 |

| #         | タイトル               | 作詞                         | 作曲           | 編曲               | コーラスアレンジ | 時間  |
| --------- | ---------------------- | ---------------------------- | -------------- | ------------------ | ---------------- | ----- |
| 1.        | 「とびたつ季節」       | 飯塚雅弓                     | 堂島孝平       | 鈴木"CHiBUN"智文   |                  | 4:15  |
| 2.        | 「君と大空へ」         | 飯塚雅弓                     | 浅田信一       | 加藤みちあき       |                  | 5:11  |
| 3.        | 「My happy day」       | 飯塚雅弓、室生あゆみ、TOMBOW | 長谷川智樹     | 長谷川智樹         |                  | 3:39  |
| 4.        | 「初めての1ページ」    | 飯塚雅弓×イズミカワソラ      | イズミカワソラ | 加藤みちあき       |                  | 4:41  |
| 5.        | 「ひまわり」           | 飯塚雅弓                     | 浅田信一       | 加藤道明           |                  | 5:44  |
| 6.        | 「ドライブしようよ!」  | 飯塚雅弓                     | イズミカワソラ | トーレ・ヨハンソン |                  | 3:46  |
| 7.        | 「ロマンチックだね」   | 室生あゆみ                   | 長谷川智樹     | 長谷川智樹         |                  | 3:56  |
| 8.        | 「さんきゅっ」         | 泉川そら                     | CHiBUN         | CHiBUN             |                  | 4:18  |
| 9.        | 「Babyblue」           | 岡崎律子                     | 岡崎律子       | 長谷川智樹         | 岡崎律子         | 4:29  |
| 10.       | 「君といたmemory」     | 飯塚雅弓                     | cota           | 加藤みちあき       |                  | 4:53  |
| 11.       | 「とぼうよ！」         | LINDEN                       | 松岡モトキ     | 松岡モトキ         |                  | 4:32  |
| 12.       | 「虹の咲く場所」       | 飯塚雅弓                     | 大津美紀       | 加藤みちあき       |                  | 5:11  |
| 13.       | 「ブルーのストーリー」 | 大津美紀                     | 長谷川智樹     | 長谷川智樹         |                  | 3:56  |
| 14.       | 「月と帰り道」         | 飯塚雅弓、堂島孝平           | 堂島孝平       | 加藤みちあき       |                  | 4:34  |
| 15.       | 「remember」           | 飯塚雅弓                     | 堂島孝平       | 加藤みちあき       |                  | 11:01 |
| 合計時間: | 合計時間:              | 合計時間:                    | 合計時間:      | 合計時間:          | 合計時間:        | 74:08 |

| #  | 曲名               | 収録作品                    | 備考                                                                         |
| -- | ------------------ | --------------------------- | ---------------------------------------------------------------------------- |
| 01 | とびたつ季節       | 6thアルバム『虹の咲く場所』 | 子供服ブランド『TINKERBELL』CMソング                                         |
| 02 | 君と大空へ         | 10thアルバム『10 LOVE』     |                                                                              |
| 03 | My happy day       | 3rdアルバム『AERIS』        |                                                                              |
| 04 | 初めての1ページ    | 12thアルバム『Stories』     |                                                                              |
| 05 | ひまわり           | 5thアルバム『ひまわり』     | テレビ神奈川『アニメTV』エンディングテーマ                                   |
| 06 | ドライブしようよ！ | 7thアルバム『SMILE×SMILE』  |                                                                              |
| 07 | ロマンチックだね   | 1stアルバム『かたおもい』   |                                                                              |
| 08 | さんきゅっ         | 5thアルバム『ひまわり』     |                                                                              |
| 09 | Babyblue           | 2ndアルバム『ミントと口笛』 |                                                                              |
| 10 | 君といたmemory     | 7thアルバム『SMILE×SMILE』  |                                                                              |
| 11 | とぼうよ！         | 4thシングル「My wish」      |                                                                              |
| 12 | 虹の咲く場所       | 6thアルバム『虹の咲く場所』 |                                                                              |
| 13 | ブルーのストーリー | 1stアルバム『かたおもい』   | 文化放送『週刊アニメージュ 飯塚雅弓のまだまだ日曜日だよ!』エンディングテーマ |
| 14 | 月と帰り道         | 6thシングル「恋の色」       |                                                                              |
| 15 | remember           | 6thアルバム『虹の咲く場所』 |                                                                              |

## 参加ミュージシャン
| プリズム オモイデゾラ - Guitars & Keyboards & Programming：加藤みちあき - Drums：渡嘉敷祐一 - ベース：渡辺等 - Piano：松本圭司 - Strings：RUSH by 加藤高志 - Violin：加藤高志・伊能修・加藤亜紀子・渡辺一雄 - Viola：秋山俊行・山田雄治 - Cello：堀沢真己・木村隆哉 Yeah! Yeah! Yeah! - Keyboards&Programming：川田瑠夏 - Guitars：遠山哲郎 - Chorus：安達彩・安藤允彦・石田周作・菊田望・高木健次・高橋由佳・田代真奈美・土屋友希実・永田若葉・松尾省吾・松浦彩 befriend♡ 僕のパートナー - Guitars & Bass & Keyboards & Programming：宮崎誠 - Chorus：安達彩・安藤允彦・石田周作・菊田望・高木健次・高橋由佳・田代真奈美・土屋友希実・永田若葉・松尾省吾・松浦彩 | 君は君のままで - Guitars & Keyboards & Programming：加藤みちあき ファイト!! - Guitars & Keyboards & Programming：鈴木CHiBUN智文 - Chorus：安達彩・安藤允彦・石田周作・菊田望・高木健次・高橋由佳・田代真奈美・土屋友希実・永田若葉・松尾省吾・松浦彩 虹と素足のストーリー - Guitars & Keyboards & Programming：鈴木CHiBUN智文 ただいま。おかえり。 - Guitars & Bass & Keyboards & Programming：長谷川智樹 Smile! - Guitars & Bass & Keyboards & Chorus & Programming：長谷川智樹 - Chorus：安達彩・安藤允彦・石田周作・菊田望・高木健次・高橋由佳・田代真奈美・土屋友希実・永田若葉・松尾省吾・松浦彩 |

| とびたつ季節 - Drums：佐野康夫 - Bass：入江太郎 - Guitars：鈴木"CHiBUN"智文 - Organ：中山努 - Back Ground Vocals：飯塚雅弓 君と大空へ - Special Background Vocal：浅田信一 - ギター & Programming：加藤みちあき - Piano：松本圭司 - Bass：美久月千春 - Drums：佐野康夫 - Strings：弦一徹ストリングス My happy day - Acoustic Guitar & Electric Guitar & Keyboards & Chorus：長谷川智樹 - Saxophone：山本拓夫 初めての1ページ - Guitars & Keyboards & Programming：加藤みちあき - Strings：篠崎正嗣ストリングス ひまわり - Drums & Tambourine：渡嘉敷祐一 - Bass：岡沢茂 - Guitars：加藤道明 - Piano：松田真人 - Flute：山本拓夫 - Glocken：飯塚雅弓 - Strings：Joe Group | ドライブしようよ！ - All Instruments：トーレ・ヨハンソン ロマンチックだね - Guitars & Organ & Synthesizer：長谷川智樹 さんきゅっ - Drums：佐野康夫 - Bass：中原信雄 - Guitars & Programming：CHiBUN - Keyboards：中山努 - Glocken：飯塚雅弓 Babyblue - Acoustic Guitar & Synthesizer & Wind Chime & Vibraphone：長谷川智樹 - Chorus：岡崎律子 君といたmemory - Guitars & Keyboards：加藤みちあき - Bass：美久月千春 - Drums：佐野康夫 - Piano：中西康晴 - Strings：弦一徹グループ | 虹の咲く場所 - Drums：江口信夫 - Bass：岡沢茂 - Piano：松田真人 - Guitars：加藤みちあき - Flugel Horn：エリック宮城 - Strings：RUSH by Takashi Kato - Tambourine & Back Ground Vocals：飯塚雅弓 ブルーのストーリー - Piano：佐山雅弘 - Guitars & Synthesizer：長谷川智樹 月と帰り道 - Drums：小島徹也 - Bass：阿部光一郎 - Guitars：長谷川智樹 - Organ：河合代介 - Back Ground Vocals：堂島孝平 remember - Drums：渡嘉敷祐一 - Bass：渡辺等 - Guitars：加藤みちあき - Piano：松田真人 - Strings：RUSH by Takashi Kato - Back Ground Vocals：飯塚雅弓 |

## ツアー日程
| 日付          | 都市   | 会場               |
| ------------- | ------ | ------------------ |
| 2009年8月2日  | 大阪市 | 心斎橋CLUB QUATTRO |
| 2009年8月9日  | 横浜市 | ランドマークホール |
| 2009年8月15日 | 東京   | Shibuya O-EAST     |